# Noel Valladares
Noel Eduardo Valladares Bonilla (Comayagua, 1977. május 3. –) hondurasi válogatott labdarúgó, jelenleg a CD Olimpia kapusa.

## Sikerei, díjai
CD Motagua
- Hondurasi bajnok (5): 1997–98 A, 1997–98 C, 1999–00 A, 1999–00 C, 2001–02 A
- Hondurasi szuperkupagyőztes (1): 1997–98

CD Olimpia
- Hondurasi bajnok (9): 2005–06 A, 2005–06 C, 2007–08 C, 2008–09 C, 2009–10 C, 2011–12 A, 2011–12 C, 2012–13 A, 2012–13 C

Honduras
- Copa Centroamericana (1): 2011

## Fordítás
Ez a szócikk részben vagy egészben  a   Noel Valladares című angol Wikipédia-szócikk fordításán alapul.  Az eredeti cikk szerkesztőit annak laptörténete sorolja fel. Ez a jelzés csupán a megfogalmazás eredetét és a szerzői jogokat jelzi, nem szolgál a cikkben szereplő információk forrásmegjelöléseként.